# ジャン＝フィリップ・マテタ
ジャン＝フィリップ・マテタ（Jean-Philippe Mateta, 1997年6月28日 - ）は、フランス・スヴラン出身のプロサッカー選手。プレミアリーグ・クリスタル・パレス所属。ポジションはフォワード。

## 経歴

### クラブ
シャトールーの下部組織出身で、2015-16シーズンにナシオナルで22試合11ゴールを記録。2016年9月16日、アレクサンドル・ラカゼットやナビル・フェキルが負傷離脱していたオリンピック・リヨンと5年契約を締結する。移籍金は200万ユーロで、300万ユーロのボーナスが付帯し、将来の移籍時には移籍金の20 %がシャトールーに支払われる。同年9月21日のモンプリエ戦で76分にマクスウェル・コルネとの交代でリーグ・アンデビュー。2017年4月23日のモナコ戦で初先発となるが、リヨンでの出場はこの2試合にとどまった。
2017-18シーズンは、リーグ・ドゥのル・アーヴルにローン移籍。公式戦合計38試合に出場し20得点を挙げた。
2018年6月28日、ドイツのマインツに4年契約で移籍。移籍金は800万ユーロと報じられた。2019年4月5日のフライブルク戦で、自身初となるハットトリックを達成し5-0での勝利に貢献する。かつてマインツで活躍したアリスティド・バンセやサライ・アーダームらと比較されるようになり、2年半で公式戦合計71試合に出場し、27得点を記録した。
2021年1月21日、イングランドのクリスタル・パレスにローン移籍。クリスティアン・ベンテケ、ジョルダン・アイェウ、ミシー・バチュアイらが在籍するも、得点力不足に悩むロイ・ホジソン率いるクラブと買い取り義務付きで1年半の契約を締結。ローン費用として250万ポンド、成績次第で1,300万ポンドがマインツへ支払われる。
2022年1月31日、クリスタル・パレスに完全移籍となり、4年半契約を結んだ。この前後からパトリック・ヴィエラによってセンターフォワードのファーストチョイスとなった。
2024年4月、21日のウェストハム・ユナイテッド戦、24日のニューカッスル・ユナイテッド戦で2試合連続で2ゴールを挙げ、初めてプレミアリーグ月間最優秀選手の候補にノミネートされた。5月6日のマンチェスター・ユナイテッド戦でもゴールを挙げ、ホームゲーム6試合連続得点とし、マーク・ブライトの5試合連続を更新する、クリスタル・パレスのクラブ記録となった。最終節のアストン・ヴィラ戦でハットトリックを達成するなど、このシーズン、キャリアハイの16ゴール（得点ランク9位タイ）を挙げ、クラブのシーズン最優秀選手に選出された。

### 代表
2019年、UEFA U-21欧州選手権のメンバーに選出され、3試合に出場し1ゴール1アシストを記録した。
2024年、パリオリンピックに出場するU-23フランス代表にオーバーエイジ枠で選出された。8月2日、準々決勝のU-23アルゼンチン代表戦で前半5分に決勝点となる先制ゴールを挙げた。8月5日、準決勝のU-23エジプト戦では、0-1でリードされていた後半38分に同点ゴールを挙げると、延長前半9分に勝ち越しゴールを挙げて、決勝進出に貢献した。

## 人物
コンゴ人の父とフランス人の母のもと、セーヌ＝サン＝ドニ県のスヴランに7人兄弟の末子として生まれる。父はコンゴ民主共和国やリエージュでサッカー選手としてプレイしたが、怪我のため24歳で現役を引退した。

## 個人成績
| 国内大会個人成績 | 国内大会個人成績   | 国内大会個人成績 | 国内大会個人成績 | 国内大会個人成績 | 国内大会個人成績 | 国内大会個人成績 | 国内大会個人成績 | 国内大会個人成績 | 国内大会個人成績 | 国内大会個人成績 | 国内大会個人成績 |
| 年度             | クラブ             | 背番号           | リーグ           | リーグ戦         | リーグ戦         | リーグ杯         | リーグ杯         | オープン杯       | オープン杯       | 期間通算         | 期間通算         |
| 年度             | クラブ             | 背番号           | リーグ           | 出場             | 得点             | 出場             | 得点             | 出場             | 得点             | 出場             | 得点             |
| フランス         | フランス           | フランス         | フランス         | リーグ戦         | リーグ戦         | F・リーグ杯      | F・リーグ杯      | フランス杯       | フランス杯       | 期間通算         | 期間通算         |
| ---------------- | ------------------ | ---------------- | ---------------- | ---------------- | ---------------- | ---------------- | ---------------- | ---------------- | ---------------- | ---------------- | ---------------- |
| 2015-16          | シャトールー       | 9                | ナシオナル       | 22               | 11               | 0                | 0                | 0                | 0                | 22               | 11               |
| 2016-17          | シャトールー       | 9                | ナシオナル       | 4                | 2                | 1                | 3                | 0                | 0                | 5                | 5                |
| 2016-17          | リヨン             | 9                | リーグ・アン     | 2                | 0                | 0                | 0                | 0                | 0                | 2                | 0                |
| 2017-18          | ル・アーヴル       | 11               | リーグ・ドゥ     | 35               | 17               | 0                | 0                | 1                | 1                | 36               | 18               |
| ドイツ           | ドイツ             | ドイツ           | ドイツ           | リーグ戦         | リーグ戦         | リーグ杯         | リーグ杯         | DFBポカール      | DFBポカール      | 期間通算         | 期間通算         |
| 2018-19          | マインツ           | 9                | ブンデスリーガ   | 34               | 14               | -                | -                | 2                | 0                | 36               | 14               |
| 2019-20          | マインツ           | 9                | ブンデスリーガ   | 18               | 3                | -                | -                | 0                | 0                | 18               | 3                |
| 2020-21          | マインツ           | 9                | ブンデスリーガ   | 15               | 7                | -                | -                | 2                | 3                | 17               | 10               |
| イングランド     | イングランド       | イングランド     | イングランド     | リーグ戦         | リーグ戦         | FLカップ         | FLカップ         | FAカップ         | FAカップ         | 期間通算         | 期間通算         |
| 2020-21          | クリスタル・パレス | 14               | プレミアリーグ   | 7                | 1                | -                | -                | -                | -                | 7                | 1                |
| 2021-22          | クリスタル・パレス | 14               | プレミアリーグ   | 22               | 5                | 1                | 0                | 5                | 2                | 28               | 7                |
| 2022-23          | クリスタル・パレス | 14               | プレミアリーグ   | 29               | 2                | 2                | 0                | 1                | 0                | 32               | 2                |
| 2023-24          | クリスタル・パレス | 14               | プレミアリーグ   | 35               | 16               | 2                | 3                | 2                | 0                | 39               | 19               |
| 2024-25          | クリスタル・パレス | 14               | プレミアリーグ   | 37               | 14               | 4                | 3                | 5                | 0                | 46               | 17               |
| 通算             | フランス           | フランス         | ナシオナル       | 26               | 13               | 1                | 3                | 0                | 0                | 27               | 16               |
| 通算             | フランス           | フランス         | リーグ・ドゥ     | 35               | 17               | 0                | 0                | 1                | 1                | 36               | 18               |
| 通算             | フランス           | フランス         | リーグ・アン     | 2                | 0                | 0                | 0                | 0                | 0                | 2                | 0                |
| 通算             | ドイツ             | ドイツ           | ブンデスリーガ   | 67               | 24               | -                | -                | 4                | 3                | 71               | 27               |
| 通算             | イングランド       | イングランド     | プレミアリーグ   | 130              | 38               | 9                | 6                | 13               | 2                | 152              | 62               |
| 総通算           | 総通算             | 総通算           | 総通算           | 260              | 92               | 10               | 9                | 18               | 6                | 288              | 123              |

## タイトル

### クラブ
クリスタル・パレス
- FAカップ（2024-25）[21]

### 代表
U-23フランス代表
- オリンピック銀メダル（2024）

### 個人
- クリスタル・パレス シーズン最優秀選手（英語版）（2023-24）[13]

### 勲章
- 国家功労勲章（2024）[22]